# Festival international Jean-Sébastien Bach de Saint-Donat-sur-l'Herbasse

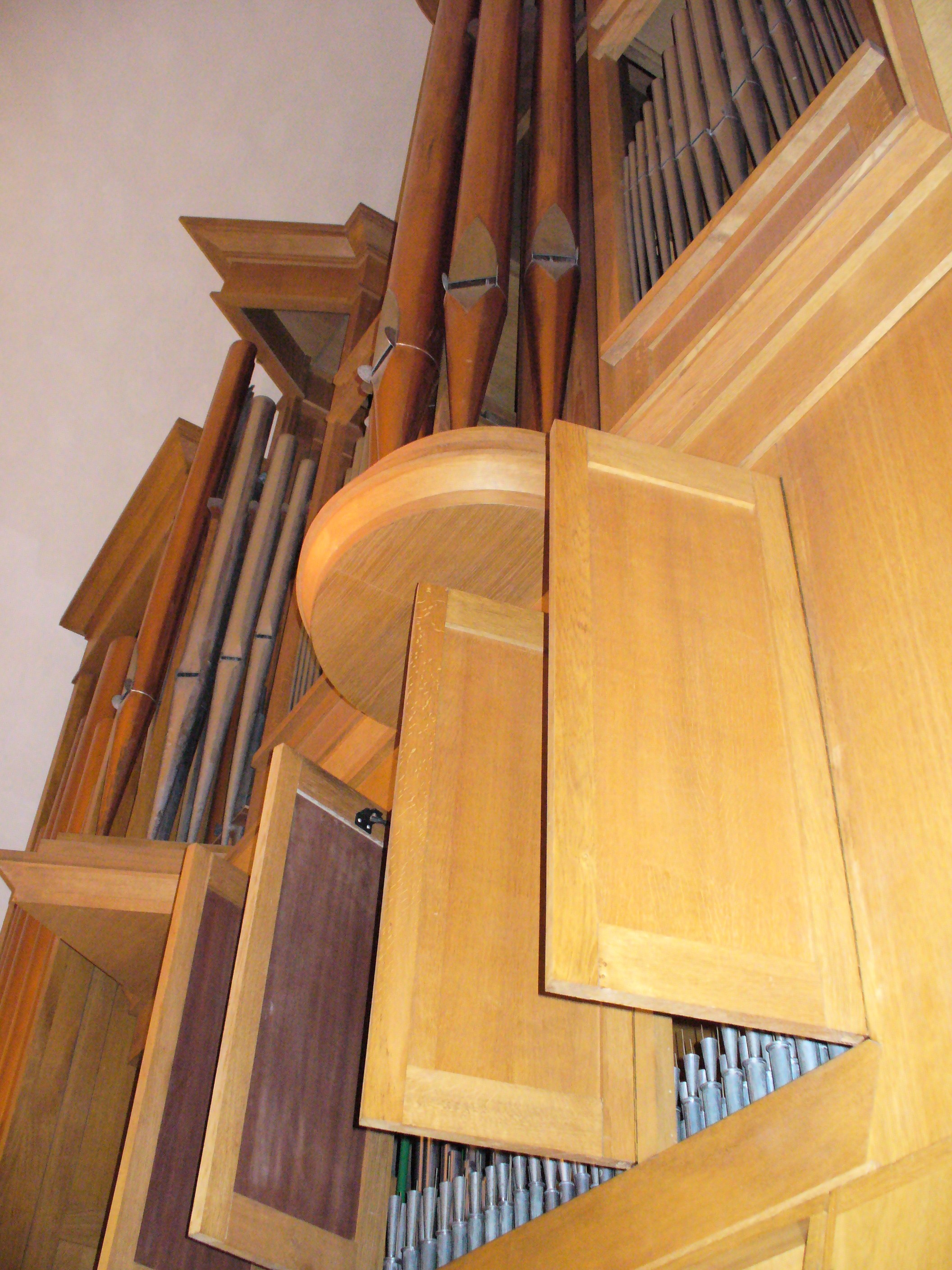
L'orgue de la Collégiale de Saint-Donat

Le Festival international Jean-Sébastien Bach est un festival de musique classique organisé l'été à Saint-Donat-sur-l'Herbasse. Il est organisé par le Centre Musical International Jean-Sébastien Bach (C.M.I.).
Le C.M.I a été créé en 1962 par le docteur Henri Lémonon, le colonel Théophile-Jean Delaye et le chanoine André Parrot, curé de la paroisse, pour organiser le premier festival Bach de France et promouvoir l’œuvre de ce compositeur auprès des jeunes et du plus grand nombre.

## Historique
Saint-Donat ayant eu à subir des représailles allemandes le 15 juin 1944, Henri Lémonon et André Parrot voulaient un rapprochement entre jeunes allemands et français. Citons Lémonon : « loin d’oublier cette date, nous voulions en tirer l’enseignement que les peuples entre eux doivent vivre à la lumière des hauts faits de leurs civilisations et non pas entretenir la rancœur de leurs exactions réciproques ». D’où l’invitation de musiciens allemands et d'autres pays et la création de stages internationaux pendant la durée du festival. 
Un des objectifs de la création du festival était de terminer la restauration de l’orgue que Lémonon avait entreprise à ses frais et pour assurer son entretien et son maintien dans la tradition des orgues d’Allemagne du nord. Le nouvel orgue (seuls quelques jeux de l’ancien orgue ont pu être réutilisés), entièrement financé par le C.M.I. a été terminé en 1971 par le facteur alsacien Schwenkedel.

## Marie-Claire Alain

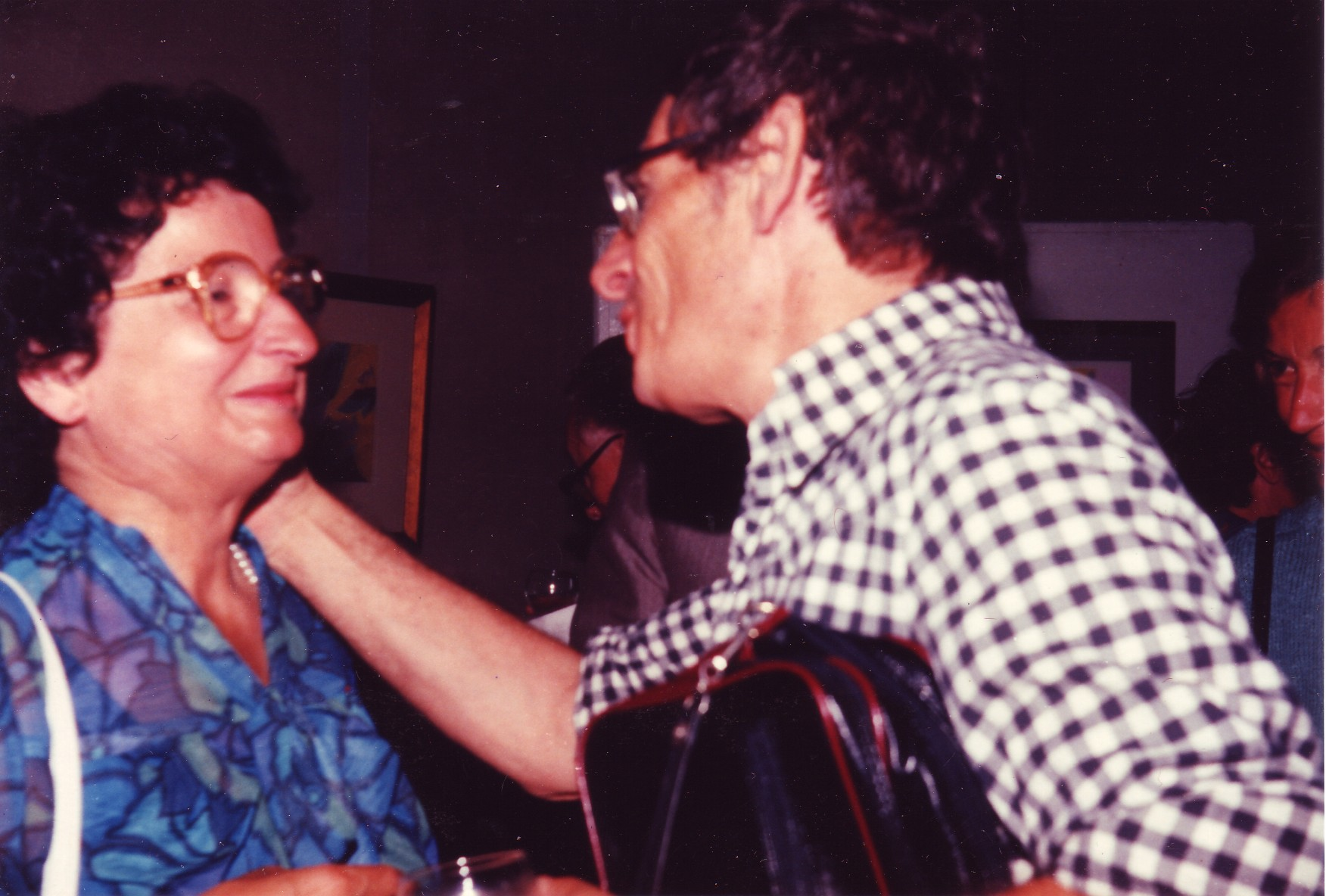
Marie-Claire Alain et Henri Lémonon 1982

Après une rencontre avec Henri Lémonon, Marie-Claire Alain a donné un premier concert en 1962 et est revenue ensuite jouer chaque année au festival. Marraine du festival, elle en a assuré la direction artistique pendant 18 ans de 1969 à 1986. Elle a longtemps animé l’Académie d’orgue créée en 1975 par le président Crozat, à laquelle ont participé de nombreux stagiaires de toutes nationalités.

## Le public et les artistes
Le Festival International Jean-Sébastien Bach se tient chaque année autour du 28 juillet, date anniversaire de la mort du Cantor (c'est cette date qu'avait choisie Marie Claire Alain pour son concert annuel).

Il a immédiatement rencontré un vif succès national et international ,.
En effet, durant les années 1960, les festivals de musique classique étaient très rares en France hors des grandes villes. La présence de Marie Claire Alain, considérée à l'époque comme l'une des plus grandes personnalités du monde de l'orgue, a été un atout décisif. Elle a, de plus, persuadé ses collègues de la firme Erato : Kurt Redel, Jean-François Paillard, Maurice André, Jean Pierre Rampal, Maxence Larrieu et Robert Veyron-Lacroix de participer assez régulièrement au festival : Jean-François Paillard y a donné 32 concerts sur 14 saisons ! 

Mais d'autres musiciens de premier plan se sont également arrêtés à Saint Donat ; citons André Marchal, Michel Chapuis, Pierre Cochereau, Maurice Duruflé, Louis Robilliard, Luigi Ferdinando Tagliavini, Huguette Dreyfus, Karl Münchinger, I Musici, et plus tard William Christie, Gustav Leonhardt, Michel Corboz (qui a dirigé le festival pendant trois années), Christophe Coin, Sigiswald Kuijken.
En juillet 2013, une plaque commémorative, rendant hommage à Marie-Claire Alain, disparue le 26 février 2013, a été posée dans la collégiale en présence de sa famille.

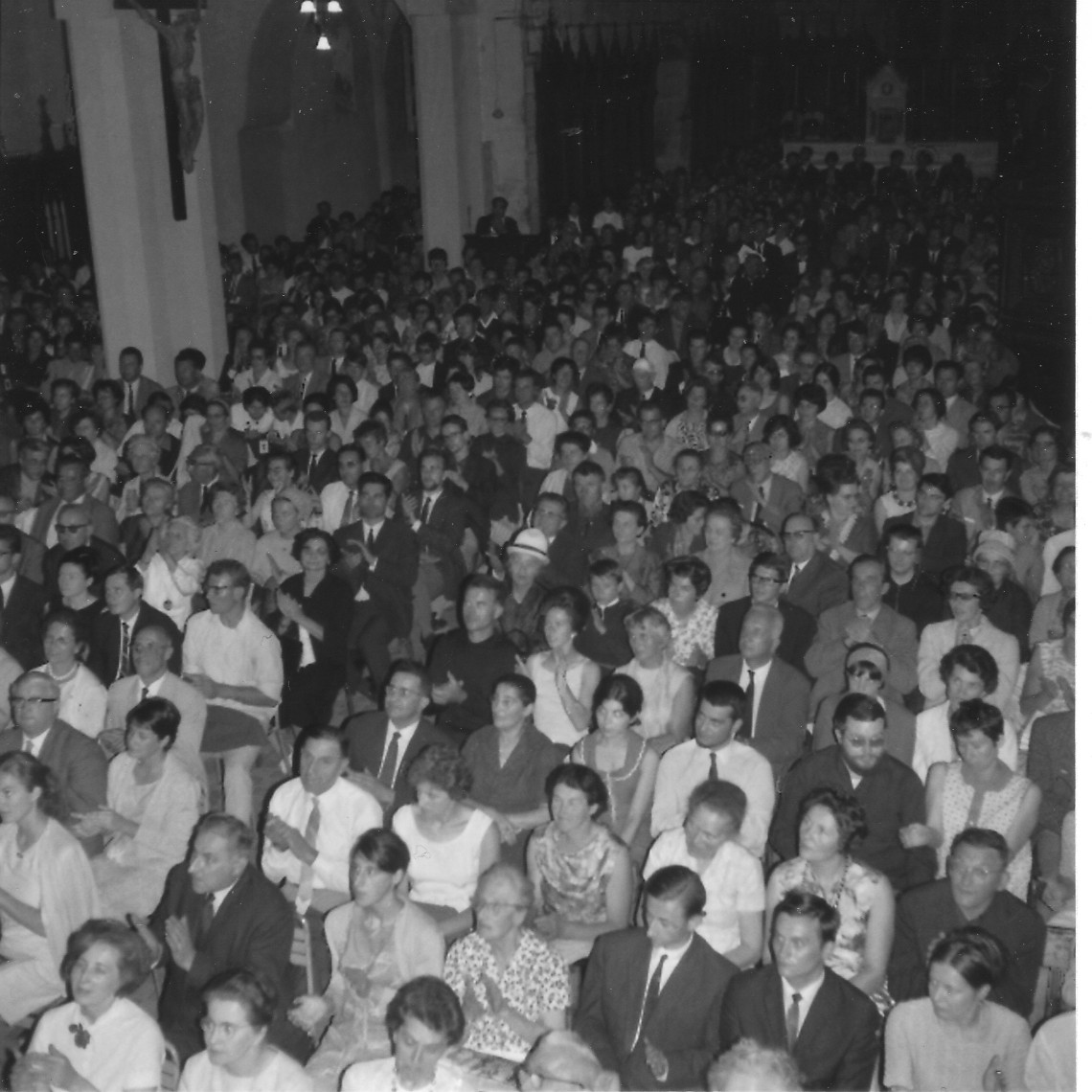
Le public dans la Collégiale
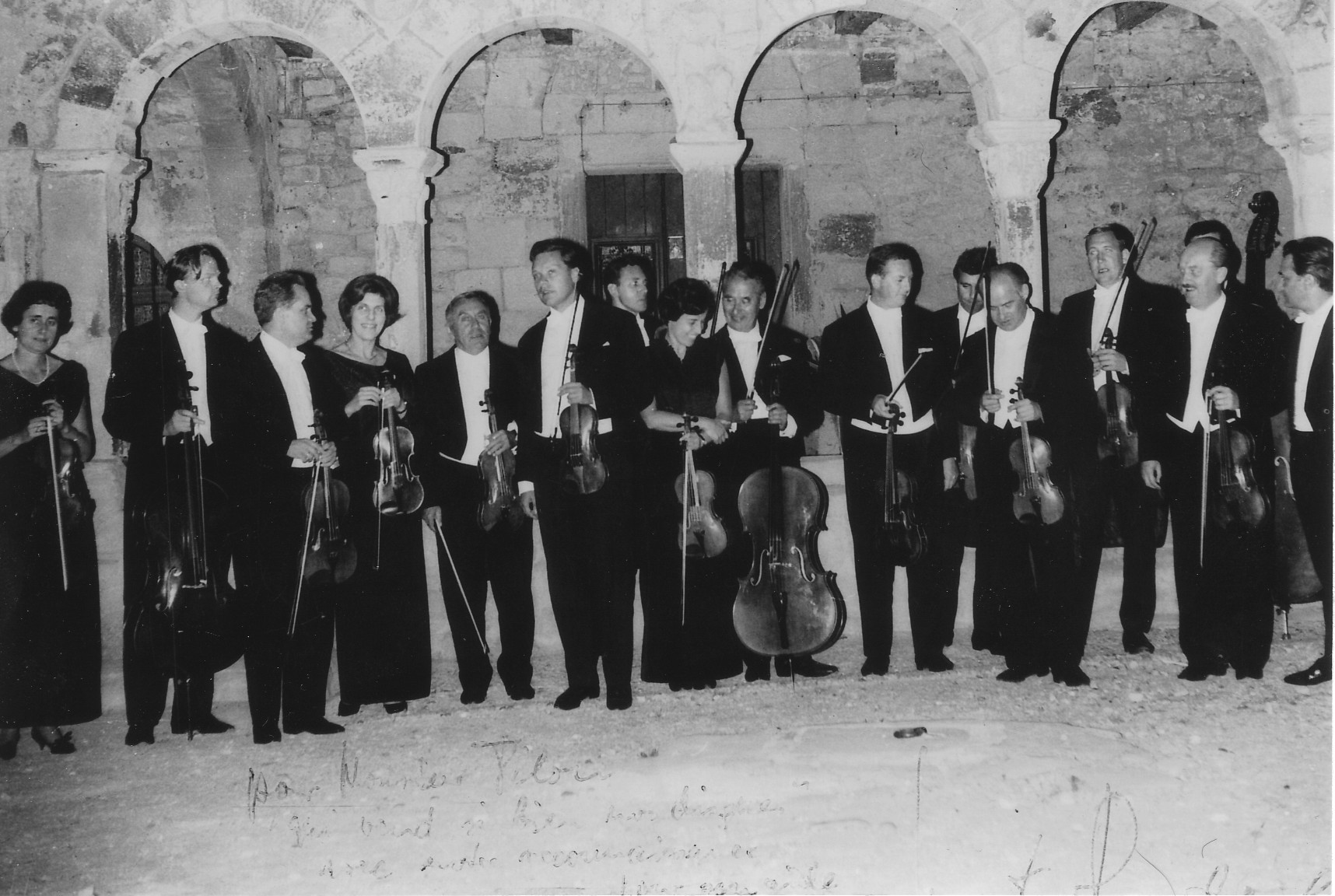
Pro Arte de Munich
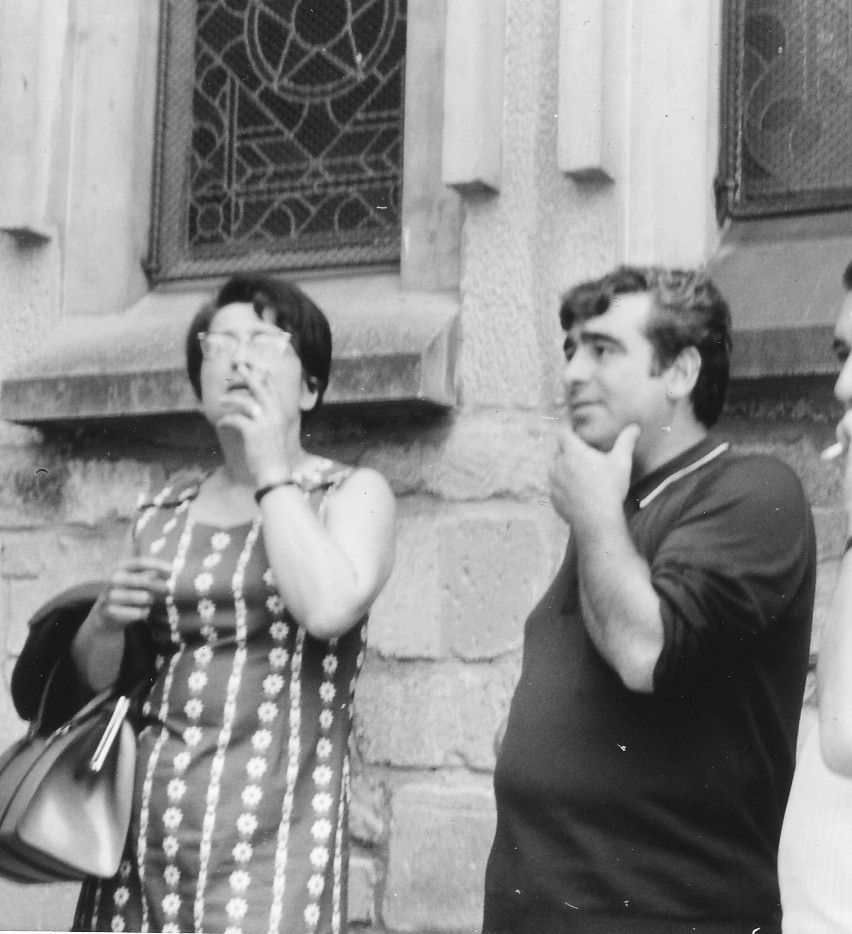
Marie-Claire Alain et Maurice André
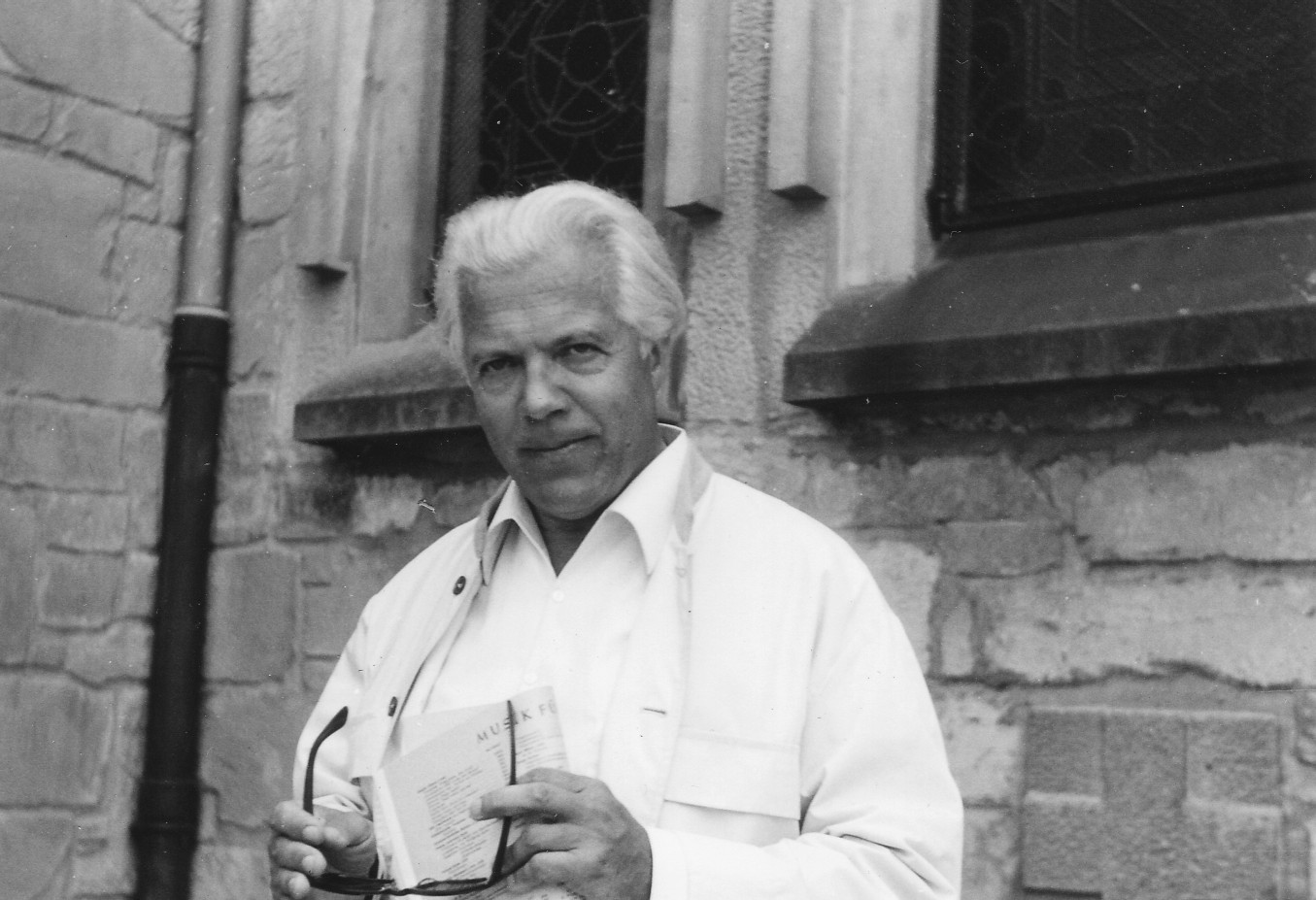
Karl Münchinger

## Les présidents du C.M.I.
Après les fondateurs, ce furent Henri Monclus (qui fut un remarquable gestionnaire), Jean Crozat (qui initia l'Académie d'orgue), Madeleine Bourgeois, Alfred Seiter, Danielle Carbillet, Étienne Herbinet, Claude Marion-Chancel, Francis Derksen, Jean-Marie Calvier et depuis 2025, Yves Muller.

## L’évolution du Centre Musical International J.S. Bach
Après avoir organisé le festival Bach sans interruption de 1962 à 2005, et assuré  grâce aux recettes et à des dons et subventions la reconstruction et l’entretien de l’orgue, le C.M.I. n’a pu organiser le festival 2006 . (Il faut dire que dès le milieu des années 1980, les vedettes internationales étaient plus rares à Saint Donat...). Son équipe devait faire face à des problèmes budgétaires provoqués par ses nouveaux projets de programmation qui s'écartaient nettement des objectifs d'origine.
Il a su cependant se reprendre et une nouvelle équipe a été élue en juin 2006, décidée à poursuivre son activité selon la philosophie originelle. Cependant la Commune de Saint-Donat et le Conseil Général avaient entre-temps décidé de soutenir la création d'une nouvelle association, "Bach en Drôme des collines" pour qu'elle organise le Festival de Saint-Donat .
Dans ce contexte nouveau, Le C.M.I. a réorganisé ses activités et propose depuis cette année-là une saison musicale de qualité répartie sur toute l’année, destinée à la fois au grand public et aux scolaires, et toujours centrée sur Jean-Sébastien Bach et la musique baroque.
En 2008, Franck-Emmanuel Comte devient directeur artistique du C.M.I. en parallèle de sa carrière de chef d’orchestre et de claveciniste. Il élabore la programmation du Festival et des saisons musicales du C.M.I. autour des œuvres de Jean-Sébastien Bach mais aussi autour de celles des compositeurs des XVIIe et XVIIIe siècles. Privilégiant une interprétation sur instruments d'époque du répertoire baroque, il propose également des transcriptions et des approches originales de l’œuvre de Bach, soulignant ainsi la modernité et l'universalité de sa musique.

## Bach en Drôme des Collines
Entre 2007 et 2017, l'association Bach en Drôme des Collines, soutenue par la Commune et le Département et composée d'anciens du C.M.I et de nouveaux membres a assuré l'organisation du Festival de Saint-Donat chaque mois de juillet.
À la retraite de Marie-Claire Alain, Bach en Drôme des Collines, et son directeur artistique Jean-François Gay, furent à l'origine du parrainage de Thierry Escaich, organiste de renommée internationale, pour organiser de nouveau une Académie d'orgue.
Après le festival 2017, Marie CASSANY Presidente de l'association Bach en Drôme des Collines s'est retirée de l'organisation  du festival de Saint-Donat mais a conservé l'organisation de  la masterclass d'improvisation à l'orgue de Thierry ESCAICH prévue en août 2018.

## L'avenir du Festival Bach de Saint-Donat
Le CMI J.S. Bach a répondu favorablement à la demande de la municipalité de Saint-Donat d’organiser à nouveau le festival Bach à compter de 2018. Souhaitant préserver les acquis de l’ensemble des actions menées depuis 1962, tout en prenant en compte l’environnement culturel actuel du territoire, le CMI J.S. Bach mets en œuvre, dès 2018, un projet musical sur l’ensemble de l’année. Rythmée selon les saisons, la nouvelle programmation est centrée à la fois sur le Festival Bach estival et sur des concerts répartis sur les trois autres saisons.